# Selliguea amplexifolia
Selliguea amplexifolia là một loài dương xỉ thuộc họ Polypodiaceae. Loài này được Konrad H. Christ mô tả khoa học đầu tiên năm 1908.